# Cousin Pons (film, 1914)
Pour les articles homonymes, voir Cousin Pons.
Cousin Pons est un film américain réalisé par Travers Vale, sorti en 1914. Il s'agit d'une adaptation du roman Le Cousin Pons d'Honoré de Balzac, publié en 1847.

## Fiche technique
- Titre : Cousin Pons
- Titre original : Cousin Pons
- Réalisation : Travers Vale
- Scénario : d'après le roman Le Cousin Pons d'Honoré de Balzac
- Pays de production :  États-Unis
- Langue : Anglais
- Production : Biograph Company
- Distribution : General Film Company
- Format : noir et blanc – 35 mm – 1,33:1 – Muet
- Genre : film dramatique
- Date de sortie :
  - États-Unis : 8 décembre 1914

## Distribution
- Charles Hill Mailes : le cousin Pons
- Edward Cecil : Wilhelm Schmucke
- Ivan Christy : Brunner
- Vivian Prescott : Cécile
- Mrs. A.C. Marston : la Cibot
- Thornton Cole : Élie Magus